# محراث

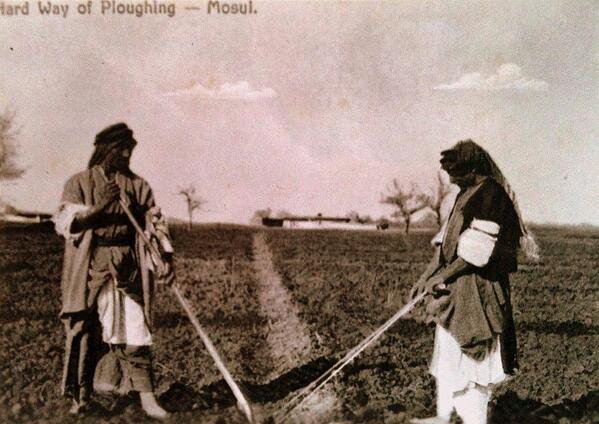
رجلان يحرثان بالطريقة التقليدية الموصلية عام 1910م.

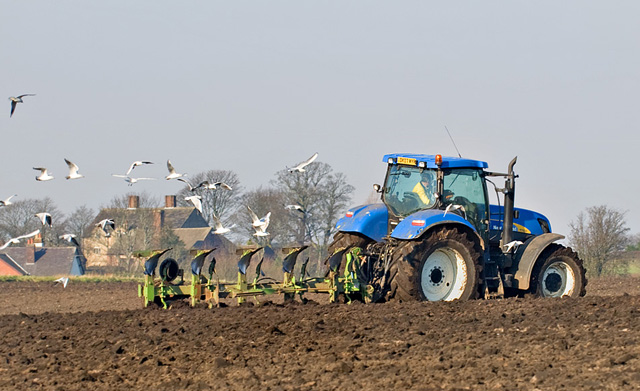
جرار يجر محراثاً حديثاً.

المِحراث (الجمع: محَارِيث) هو أداة تستخدم في الحراثة. تستعمل المحاريث في حراثة التربة، وَتُجرّ عادةً بواسطة جرار زراعي، قديماً كانت تجر المحاريث بواسطة الحيوانات كالثيران والأحصنة، وقد تستعمل أحياناً الحيوانات في الأماكن الضيقة التي لا يمكن أن يصل إليها الجرار لضيق المكان. كما توجد أيضاً محاريث يدوية تستعمل باليد وقد تكون بسيطة تعمل باليد، أو قد تكون آلية تعمل بالطاقة.

## الأجزاء

رسمة توضح الأجزاء.

الأجزاء الأساسية للمحراث الحديث هي:
1. النِصاب[3]
2. مكان التعليق
3. منظم عمودي
4. السكين[4]
5. إزميل الشفرة
6. الشفرة[5]
7. الدُجْر[6]

## أنواع المحاريث

### المحاريث القلابة
وتنقسم إلى المحاريث المطرحية والمحاريث القرصية. من أمثلتها:
- محراث قلاب مطرحي
- محراث قلاب قرصي

### المحاريث الحفارة
تستخدم هذة المحاريث في عملية إعداد الأرض وإثارة التربة ويعتبر هذا النوع من المحاريث بسيط التصميم ويتم ضبطها وشبكها بالجرار في وقت قصير ومنها أنواع عديدة مثل المحاريث الحفارة المجرورة خلف الجرار والمحاريث الحفارة المعلقة (ذو ثلاث نقط شبك) وتختلف أعداد البسخات بالمحراث حسب قدرة الجرار وتنتشر المحاريث ذات السبع بسخات فأكثر ويوجد منها نوعان من الأسلحة لسان العصفور- رجل البطة والذي يفضل استخدامه في الأراضي التي تنتشر فيها الحشائش.
- محراث رجل البطة
- محراث لسان العصفور
- محراث الحفارة العميقة